# جائزة البحرين الكبرى 2018
جائزة البحرين الكبرى 2018 هو سباق فورمولا 1 أقيم بتاريخ 8 أبريل 2018 في حلبة البحرين الدولية، صخير. كان الثاني من أصل 21 في بطولة العالم لسباقات الفورمولا واحد موسم 2018.

## الترتيب النهائي
|         | الترتيب | السائق         | النقاط |
| ------- | ------- | -------------- | ------ |
|         | 1       | سباستيان فيتل  | 50     |
|         | 2       | لويس هاملتون   | 33     |
| 5       | 3       | فالتيري بوتاس  | 22     |
| 1       | 4       | فرناندو ألونسو | 16     |
| 2       | 5       | كيمي رايكونن   | 15     |
| المصدر: |         |                |        |